# نادي سيكوينس دي ديكسين
نادي سيكوينس دي ديكسين (بالفرنسية:FC Séquence de Dixinn) هو نادي كرة قدم غيني. يشارك الفريق في البطولة الوطنية الغينية (الدوري المحلي). فاز بكأس غينيا الوطني مرتين عامي 2010 و2011